# Martin Smith (designer)
Martin Smith (Sheffield, 1949) è un designer britannico.

## Biografia

### Gli studi e gli inizi alla Porsche
Dopo essersi laureato in ingegneria meccanica alla Liverpool University e dopo aver conseguito un master in design automobilistico alla Royal College of Art a Londra, ha iniziato la sua carriera lavorativa nel settore motoristico nel 1973 come designer alla Porsche.

### Audi

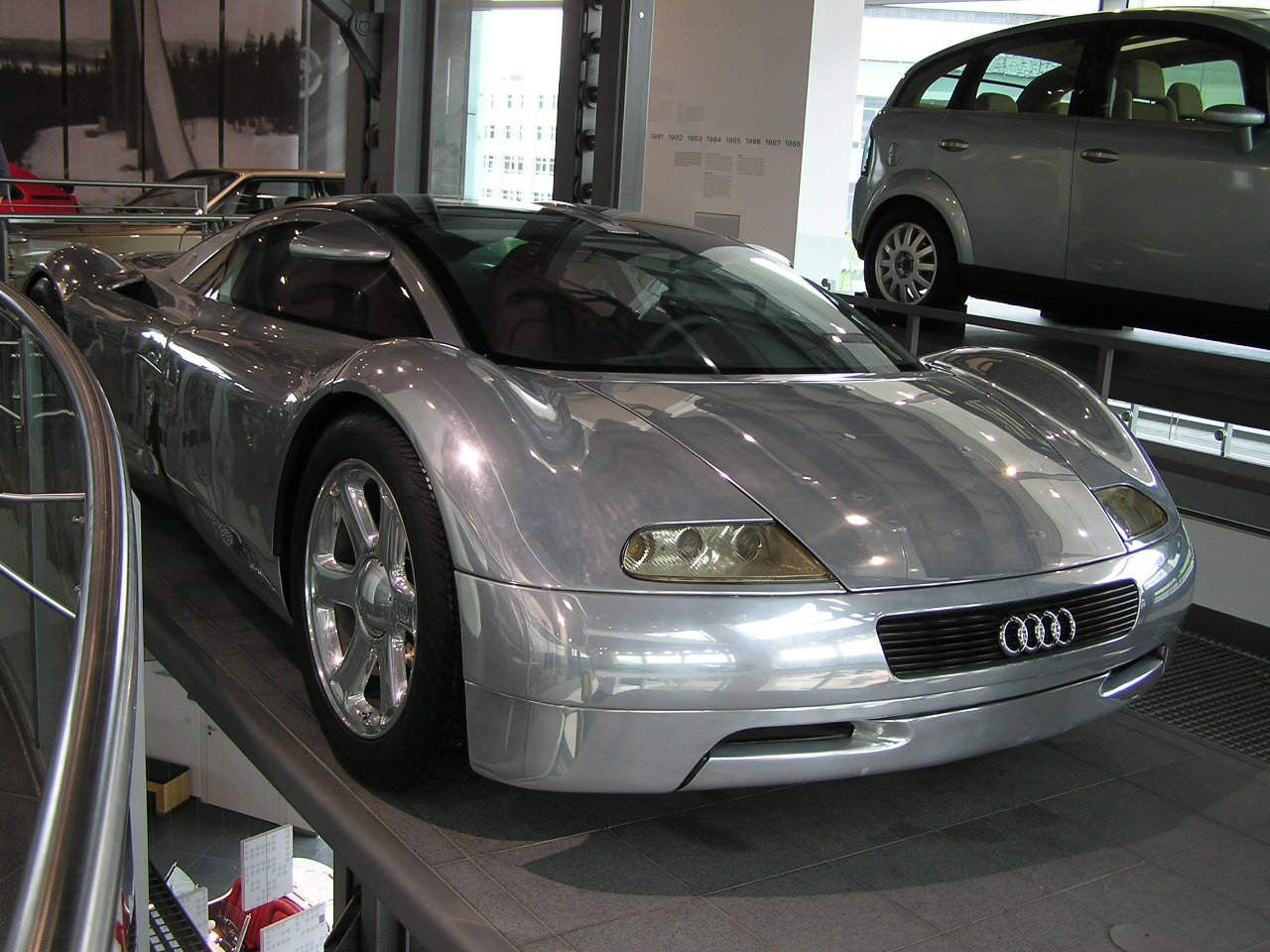
Audi Avus Quattro del 1991 disegnata dal designer britannico

Nel 1977 si trasferisce all'Audi, dove ha diretto il centro stile della casa tedesca a Monaco dal 1984 e qui ha disegnato in collaborazione con J Mays la Audi Quattro Avus. Nel 1991 diviene capo del disegno degli interni e, tra gli altri, firma quello della Audi TT. 

### General Motors
Nel 1997 si trasferisce alla Opel, dove era responsabile per il design delle vetture compatte e tra le altre cose, ha firmato il design della Opel Speedster e della Opel Astra G. È stato poi il direttore esecutivo della progettazione per la Opel e per i marchi Vauxhall alla sezione General Motors Europe. 

### Ford
Nel 2004 entra a far parte in qualità di Chief Designer alla Ford Europa, dove ha lavorato prima su diversi concept che hanno ispirato tutta la gamma successiva dei modelli europei. A partire dal 2006 ha introdotto il Kinetic design che ha sostituito il precedente corso stilistico denominato New Edge. Dal 2006, Smith è stato responsabile per il design della sezione Ford Europa, Ford Asia-Pacifico e Ford Africa. A maggio 2014, la Ford ha annunciato che Smith ha lasciato l'azienda per limiti di età e che è stato sostituito da Joel Piaskowski.